# Sociedade Esportiva Matonense
A Sociedade Esportiva Matonense é um clube de futebol sediado em Matão, no interior do estado de São Paulo. Foi fundado em 24 de maio de 1976 por um grupo de esportistas liderados pelo então prefeito Celso de Barros Perches.

## História
Em 1976, a cidade de Matão era representada pela Sociedade Esportiva Bambozzi, que era patrocinado pela indústria Bambozzi. No mesmo ano, o clube ganhou o Campeonato Amador de São Paulo e a vaga na quarta divisão estadual. No entanto, a profissionalização do clube gerou receio na empresa.
No dia 24 de maio de 1976, alguns esportistas da cidade, liderados pelo então prefeito Celso de Barros Perches, concluíram que era a oportunidade de recolocar o futebol local no cenário profissional e fundaram a Sociedade Esportiva Matonense.
Em 1977, a Matonense estreou na quarta divisão estadual, competição que disputou até 1979. No ano seguinte, a Federação Paulista reformulou os campeonatos do estado, que passou a contar com apenas três divisões.
No início da década de 1990, a Matonense conquistou a vaga na segunda divisão, competição que disputou por três temporadas até a reformulação da Federação Paulista de 1994, a qual rebaixou o clube novamente para a quarta divisão. Entre 1995 e 1997, venceu de forma consecutiva todas as divisões inferiores, alcançando pela primeira vez a elite estadual em 1998.
A Matonense permaneceu na primeira divisão por quatro anos, tendo sido rebaixada em 2001. Depois disso, colecionou uma série de rebaixamentos e retornou à quarta divisão em 2006. Sete anos depois, em 2013, conquistou o bicampeonato da quarta divisão.
Em 2014 jogou a Série A3 e conquistou o acesso para a Série A2. No ano de 2015, o clube foi rebaixado para a Série A3.
No ano de 2018 o clube foi rebaixado para a Série A4. Em 2019 o clube ficou em terceiro lugar em seu grupo e se classificou para a segunda fase, na segunda fase o clube foi eliminado com direito a goleada do São José-SP por 10 a 0.
Em 2021 o clube foi o vice-campeão da Série A4 ao perder a decisão para o União Suzano. No ano de 2024, a Matonense foi suspensa e rebaixada por suspeita de manipulação de resultados.

## Títulos
- Campeonato Paulista - Série A2: 1997.[9]
- Campeonato Paulista - Série A3: 1996.[9]
- Campeonato Paulista - Série A4: 1995[9] e 2013.[8]